# José Escorihuela
José Escorihuela, de nombre completo Jusep Agustí Norberto Escoriguela, (Morella, baut. 6 de junio de 1674 - Tortosa, entierro el 26 de agosto de 1743) fue un compositor y maestro de capilla español.
Fue maestro de capilla en la Catedral de Tarragona, cargo que ocupó del 1 de enero de 1685, cuando sustituyó a su tío Isidro Escorihuela —con el que no debe confundirse—, hasta 1708. Posteriormente, el 10 de marzo de 1708 ganó la plaza en la Catedral de Tortosa, donde sucedió a Juan García, hasta su muerte en agosto de 1743, cuando le sucedió Valero Moreno y Polo.
Aparte de componer, enseñar y dirigir, tocaba el órgano, la espineta y algún otro instrumento de teclado.

## Vida
Escorihuela, hijo de Pedro Joan Escorihuela y Anna Segura, pertenecía a una estirpe de músicos: su tío Isidro Escorihuela, con quien a menudo se confunden sus composiciones por tener el apellido en común, el tenor José Vives y su sobrino Pascual Vives. Tanto Isidro como José posiblemente participarían en la formación del compositor. Lo que sí sabemos seguro es que Escorihuela recibió su formación musical gracias a las relaciones que tenía su familia con los ambientes eclesiásticos.
Durante su estancia como maestro de capilla de Tarragona, formó a muchos compositores, como Juan Crisóstomo Ripollés y Francesc Ordeig. Sin embargo, debido a la implicación política de Escorihuela a favor del Archiduque Carlos, buscó la oportunidad para poder marcharse.
El 25 de febrero de 1708, se celebraron unas oposiciones en la Catedral de Tortosa para ocupar la vacante de magisterio catedralicio de Tortosa. En un principio debía ir como jurado el maestro de la Catedral de Barcelona, Francisco Valls, pero finalmente fue el propio Escorihuela, quien se acabaría quedando con el cargo, ya que ninguno de los opositores presentados —Felipe Vicente, Juan Crisóstomo Ripollés, Pablo Llinás y Francesc Ordeig— fue admitido por razones «extramusicales».
Durante su cargo en la sede tortosina estableció relaciones con músicos importantes como el violinista José Amiguet y el organista Juan Moreno y Polo, así como con otros músicos menos importantes como el tenor Juan García, los cantores Francisco Aragonés, Geroni Vermell y Tomás Fuentes.
Aunque José Escorihuela residió parte de su vida entre las catedrales de Tarragona y de Tortosa, en algunas ocasiones lo encontramos fuera de ambas ciudades. En 1724 realizó un viaje a Morella con el fin de examinar el nuevo órgano de la iglesia arciprestal de Santa María la Mayor, y en 1728 se trasladó a Valencia con motivo de la oferta del Real Colegio de Corpus Christi para solicitar la propiedad de la plaza de maestro de capilla, como ya había hecho en otra ocasión cuando la relación con los miembros de la capilla de Tortosa empeoró.

## Obra
La producción conservada de este maestro supera el centenar de obras, todas ellas vocales. La mayor parte se conserva en el fondo musical de la catedral tortosina, con más de 150 obras en latín y en lengua romance escritas algunas en formato de partitura general (muy probablemente autógrafas) y la mayoría en formato de particelas o «papeles». También conservan obras en otros lugares, como los archivos de las catedrales aragonesas de Teruel y Albarracín o incluso en la Biblioteca de la Universidad de Cracovia.
Aunque la mayor parte de sus composiciones estaban destinadas a ser interpretadas durante la liturgia, se conservan más obras en romance (duetos, cantatas y villancicos), las cuales están escritas por advocaciones diversas, como la Cantata a la Asunción de María (recitativo y aria), el Nacimiento de Jesucristo, el Santísimo Sacramento, Santo Tomás de Aquino, etc.
Como correspondía a las obligaciones de un maestro de capilla, Escorihuela debía componer piezas para ocasiones especiales prefijadas, sus famosos villancicos dedicados a la Virgen de la Cinta o a la reliquia de la Santa Cinta. Destacan, especialmente, los que hizo para la inauguración de la nueva capilla de la Cinta, en 1725, con claras referencias a la tradición de «la bajada de la Cinta» y abundante orquestación de viento, que aparece muy escasa en otros obras suyas; y un ejemplo sería el villancico Albrícias, albrícias, para ocho voces distribuidas en dos corales, dos violines, dos dulzainas, sacabuche, bajo, órgano y acompañamiento sostenido- del que sólo nos ha llegado la letra.
Escorihuela dedicó alguna de sus producciones al Archiduque Carlos de Austria, por ejemplo el villancico a siete vocen, Ya Tortosa ilustre de 1708, copiado en el manuscrito conservado en la Biblioteca de la Universidad de Cracovia o el villancico a nueve voces, En la batalla naval conservado en un manuscrito del Ripollés. También se conoce alguna obra suya en honor a Felipe V, Villancico a 11 con violines a Nuestro Monarca Rey de España El Sr. Philipo Quinto, compuesto en 1719, del que no se ha podido localizar la fuente original.
Contó, al menos durante las primeras décadas de 1700, con una reducida capilla estable de cantores e instrumentistas. En cuanto a su escritura compositiva instrumental, seguía el esquema barroco: violines y acompañamiento. Sólo puntualmente en obras de festividades señaladas añadía instrumentos de viento como flautas, chirimías o sacabuches. Por lo que respecta a las voces, sus composiciones solían ser para uno o dos coros, aunque podemos encontrar alguna excepcional para tres coros.